# Jermareo Davidson
Jermareo Davidson (* 15. November 1984 in Atlanta, Georgia) ist ein US-amerikanischer Basketballspieler. Nach Karrierebeginn in der am höchsten dotierten Profiliga NBA setzte Davidson seine Karriere insbesondere in Europa fort und stand in der Basketball-Bundesliga 2011/12 beim deutschen Erstligisten Fraport Skyliners unter Vertrag.

## Karriere
Davidson wechselte 2003 von Wheeler High School zum Studium an die University of Alabama, wo er für die Hochschulmannschaft Crimson Tide in der Southeastern Conference der NCAA Division I spielte. Gleich in seinem ersten Jahr als „Freshman“ konnte die Mannschaft in der landesweiten Endrunde der NCAA zwei höher eingestufte Mannschaften besiegen und in das auch Elite Eight genannte Regional Final einziehen, wo man dem späteren NCAA-Champion Huskies der University of Connecticut unterlag. Nach zwei weiteren Endrundenteilnahmen, wo man jeweils früh ausschied, verpasste man in Davidsons Abschlussjahr 2007 die sechste Endrundenteilnahme der Crimson Tide hintereinander.
Im NBA Draft 2007 wurde Davidson in der zweiten Runde von Golden State Warriors ausgewählt, die ihre Rechte umgehend in einem Spielertausch an die Charlotte Bobcats weitergaben. In seiner „Rookie“-Saison bei den Bobcats kam Davidson auf 38 Einsätze bei unter zehn Minuten Einsatzzeit pro Spiel. Davidson hatte in dieser Spielzeit zudem noch sechs Einsätze beim damaligen Bobcats-„Farmteam“ Sioux Falls Skyforce in der NBA Development League (D-League). Für die Spielzeit 2008/09 wurde Davidson von deren Ligakonkurrenten Idaho Stampede in der D-League unter Vertrag genommen. Nach 15 Einsätzen bekam er von den Golden State Warriors, die ihn ursprünglich im Entry Draft ausgewählt hatten, im Januar 2009 einen Vertrag bis Saisonende und absolvierte für diese Mannschaft weitere 14 Einsätze in der NBA. Doch auch bei den Warriors konnte er sich nicht für eine längerfristige Verpflichtung empfehlen.
Die Spielzeit 2009/10 absolvierte Davidson daher in Europa und spielte in Istanbul für Darüşşafaka SK in der Türkiye Basketbol Ligi. Diese Mannschaft beendete jedoch die Saison als Tabellenletzter und stieg aus der höchsten nationalen Spielklasse wieder ab. Nach einem Abstecher in der Sommerliga Baloncesto Superior Nacional auf Puerto Rico mit einem Einsatz für die Caciques aus Humacao kehrte er für die Spielzeit 2010/11 erneut nach Europa zurück und spielte in Russland für Krasnye Krylja aus Samara. Diesen Verein verließ er jedoch nach wenigen Einsätzen wieder und kehrte zu den Idaho Stampede in die D-League zurück. In jener Spielzeit erhielt er jedoch keinen „Call-Up“ aus der NBA und beendete die Spielzeit bei den Stampede.
Für die Basketball-Bundesliga 2011/12 erhielt Davidson dann einen Vertrag beim deutschen Erstligisten Fraport Skyliners aus Frankfurt am Main. Nach schwachem Saisonstart, bei dem Davidson wegen einer Verletzung in der Saisonvorbereitung fehlte, verpassten die Skyliners am Saisonende die Play-offs um die deutsche Meisterschaft. Nachdem der Vertrag nicht verlängert worden war, wechselte Davidson Anfang Dezember 2012 erneut in die Türkei, wo er an der Südküste für Antalya BSB spielte, die jedoch nur wenig erfolgreicher als sein erster türkischer Verein Darüşşafaka SK waren. Nach knapp drei Monaten stand Antalya Ende Februar 2013 immer noch am Tabellenende und der Vertrag mit Davidson wurde nach elf Einsätzen beendet.
Seit 2016 strebt er, unter dem Pseudonym Jayo, eine Karriere als Rapper an.
Seine Crew ist unter dem Namen MakeWay vor allem im Großraum Frankfurt bekannt.